# هروش آچمیان
هرانوش آلکسی "هروش" آچمیان (ارمنی: Հրանուշ «Հրուշ» Աճեմյան؛ انگلیسی: Hranush Alexis "Hrush" Achemyan زادهٔ ۱۹ ژوئیهٔ ۱۹۸۷) چهره‌پرداز اهل ارمنستان-ایالات متحده آمریکا است. وی از سال ۲۰۰۶ میلادی تاکنون مشغول فعالیت بوده‌است.

## زندگی‌نامه
هروش آچمیان در ارمنستان به دنیا آمد و در ۵ سالگی به ایالات متحده آمریکا مهاجرت کرد.